# Vicky Wong
Vicky Wong Wai-kit (黃偉傑, nascut el 29 d'octubre de 1979) és un director de cinema de Hong Kong. Va codirigir la pel·lícula del 2016 Trivisa produït pel director de cinema de Hong Kong Johnnie Toi escrit per Yau Nai Hoi. Trivisa ha guanyat nombrosos premis, com ara el millor guió, el millor muntatge, el millor actor, el millor director i la millor pel·lícula als 36ns Premis de Cinema de Hong Kong, millor pel·lícula als Premis de la Societat de Crítics de Cinema de Hong Kong. també va ser nominada com a millor director nou al 53è Premis de Cinema Cavall d'Or.
Trivisa es va estrenar al 66è Festival Internacional de Cinema de Berlín i va obrir el 40è Festival Internacional de Cinema de Hong Kong. El 2017, va compartir el Premi del Cinema de Hong Kong al millor director amb Frank Hui i Jevons Au per la seva pel·lícula Trivisa. Va participar al Berlin Talent Camp el 2011.
Wong va estudiar al Departament de Periodisme i Comunicació de Massa a la Hong Kong Shue Yan University. Va treballar professionalment com a cineasta en emissió i producció independent durant diversos anys abans de decidir continuar la seva carrera estudiant cinema. al Regne Unit. Va estudiar a la London Film Academy de Londres. Després d'acabar el seu curs de cinema, va començar a fer curtmetratges amb guió com Wish, Valediction, Variable i Decisive Moment[7]. Variable va guanyar el premi a l'excel·lència al 30è JVC Tokyo Video Festival i va rebre una menció especial al 13ns premis de curtmetratges i vídeos independents de Hong Kong. El seu curtmetratge més reeixit és Decisive Moment, que va guanyar el premi a la millor fotografia a Fresh Wave 2010, que el va portar a ser escollit per Johnnie To com un dels tres directors de Trivisa.